# 首次置業貸款計劃
首次置業貸款計劃（Home Starter Loan Scheme），簡稱首置，為其中一項香港置業貸款計劃，是香港特別行政區行政長官董建華在1997年香港施政報告中推行的房屋政策。計劃於1998年推行，市民經資產審查可獲低息貸款，令香港無殼蝸牛進身為業主。政府計劃撥款180億港元，對象包括家庭及單身人士，每個案可獲最高60萬元及30萬元貸款。香港房協負責執行及宣傳推廣計劃，處理及審批市民申請、安排貸款等。在2002年3月尾，共2萬多家庭及9千多單身人受惠。   

## 背景
此房屋政策在當年香港樓價極高時推出。其後，令受惠者一度成為當年負資產業主群。